# گلستان (میامی)
گلستان روستایی در دهستان نردین بخش کالپوش شهرستان میامی استان سمنان ایران است.

## جمعیت
بر پایه سرشماری عمومی نفوس و مسکن در سال ۱۳۹۵ جمعیت این مکان ۵۱۹ نفر (۱۶۱خانوار) بوده‌است.